# 长冈乡
长冈乡，是中华人民共和国江西省赣州市兴国县下辖的一个乡镇级行政单位。

## 行政区划
长冈乡下辖以下地区：
长冈村、石燕村、泗网村、榔木村、集瑞村、合富村、上社村、仁塘村、大塘村、秀水村、园塘村、河坪村和塘石村。

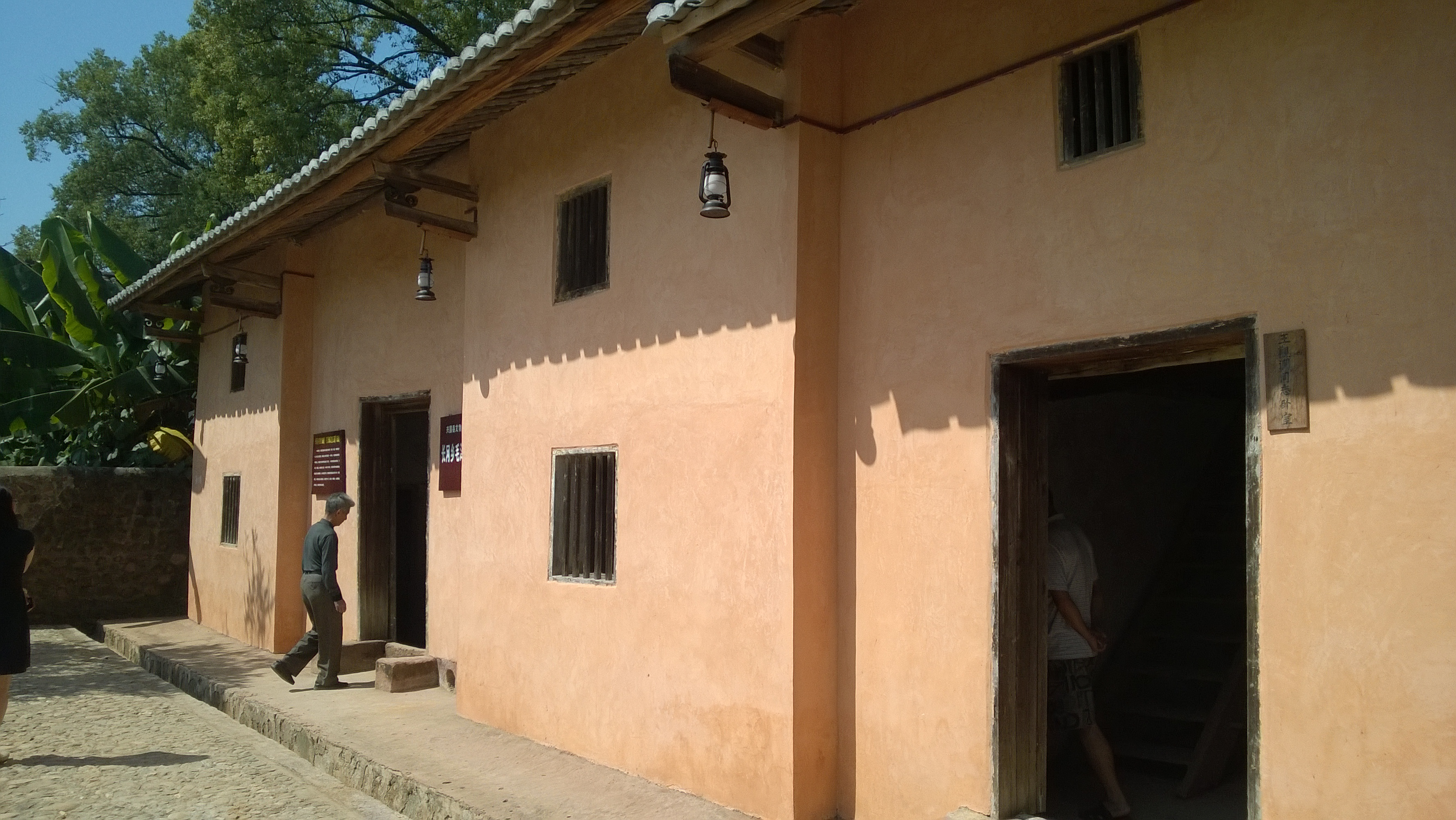
长冈乡毛泽东旧居